# Association of Jesuit University Presses
La Association of Jesuit University Presses (AJUP) es una asociación de editoriales universitarias norteamericanas que son miembros de la Asociación de Universidades Jesuitas. La AJUP está compuesta por diez miembros fundadores.
El padre Richard W. Rousseau, S. J. es el actual presidente emérito de AJUP. La Georgetown University Press y la Fordham University Press son los dos miembros más importantes, con respecto a las publicaciones.

## Miembros
La AJUP fue fundada por once editoriales universitarias jesuitas fundadores. La University of Scranton Press cerró en 2010. las demás imprentas siguen siendo miembros:
- Boston College Press
- Creighton University Press
- Fordham University Press
- Georgetown University Press
- Loyola New Orleans Press
- Marquette University Press
- Rockhurst University Press
- Saint Joseph's University Press
- Saint Louis University Press
- University of San Francisco Press